# Jákup Mikkelsen
Jákup Nolsøe Mikkelsen (Klaksvik, 14. kolovoza 1970.) je bivši vratar nogometne reprezentacije Farskih Otoka i bivši vratar nogometnog kluba ÍF Fuglafjørður.

## Karijera
Svoju karijeru započeo je u klubu KÍ Klaksvík, i to kao vratar i vezni igrač. Nakon toga otišao je igrati u par Danskih i Norveških klubova te se nakon kratke karijere u Škotskoj ponovno vraća na u svoju domovinu.
Značajnije uspjehe doživio je igrajući za Herfølge BK koji je u sezoni 1999./2000. bio prvak.
U reprezenaciji je debitirao protiv Islanda davne 1995. godine, te je od tada upisao 72 nastupa. Iako je napustio reprezentaciju 2010. godine, ponovno se vraća iste godine da zamjeni ozljeđenog Gunnara Nielsena.